# Nyctanassa violacea
Nyctanassa violacea este una dintre cele două specii de stârci de noapte din genul Nyctanassa. Spre deosebire de stârcul de noapte, care are o distribuție mondială, Nyctanassa violacea este limitat la America. 

## Taxonomie
Nyctanassa violacea a fost descris oficial de naturalistul suedez Carl Linnaeus în 1758, în cea de-a zecea ediție a lucrării sale Systema Naturae. Linnaeus a plasat-o alături de stârci, cocori și egrete în genul Ardea și a inventat numele binomial Ardea violacea. Linnaeus și-a bazat descrierea pe "buhaiul de baltă cu creastă" care fusese descris în 1729-1732 de naturalistul englez Mark Catesby în primul volum al lucrării sale The Natural History of Carolina, Florida and the Bahama Islands. Linnaeus a specificat localitatea tip ca fiind America de Nord, dar aceasta a fost limitată la Carolina⁠(d) de Catesby. Nyctanassa violacea este acum plasat împreună cu Nyctanassa carcinocatactes care a dispărut, în genul Nyctanassa care a fost introdus în 1887 de zoologul de origine norvegiană Leonhard Stejneger⁠(d). Numele genului combină greaca veche nux care înseamnă „noapte” cu anassa care înseamnă „regină”; epitetul specific provine din latinescul violaceus care înseamnă „de culoare violet”.
Sunt recunoscute cinci subspecii:
- N. v. violacea (Linnaeus, 1758) – centrul, estul SUA până la estul Mexicului și estul Costa Rica;
- N. v. bancrofti Huey, 1927 – din vestul Mexicului până în vestul Nicaraguei, insula Socorro⁠(d) și Indiile de Vest;
- N. v. caliginis Wetmore, 1946 – Panama și vestul Columbiei până în Peru;
- N. v. cayennensis (Gmelin, JF, 1789) – Panama și nord-estul Columbiei până în nord-estul Braziliei;
- N. v. pauper (Sclater, PL & Salvin, 1870) – Insulele Galapagos.

## Galerie

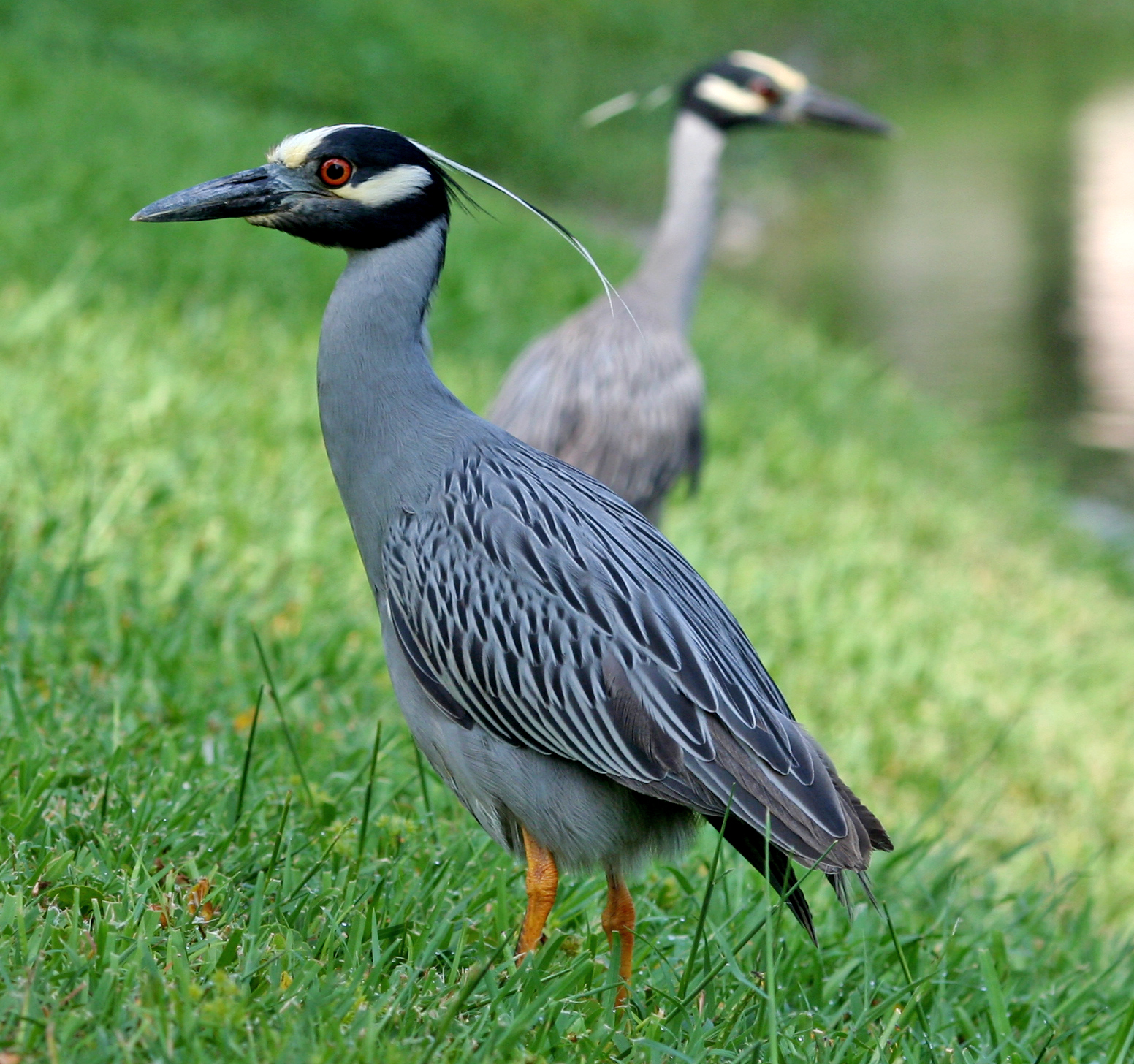
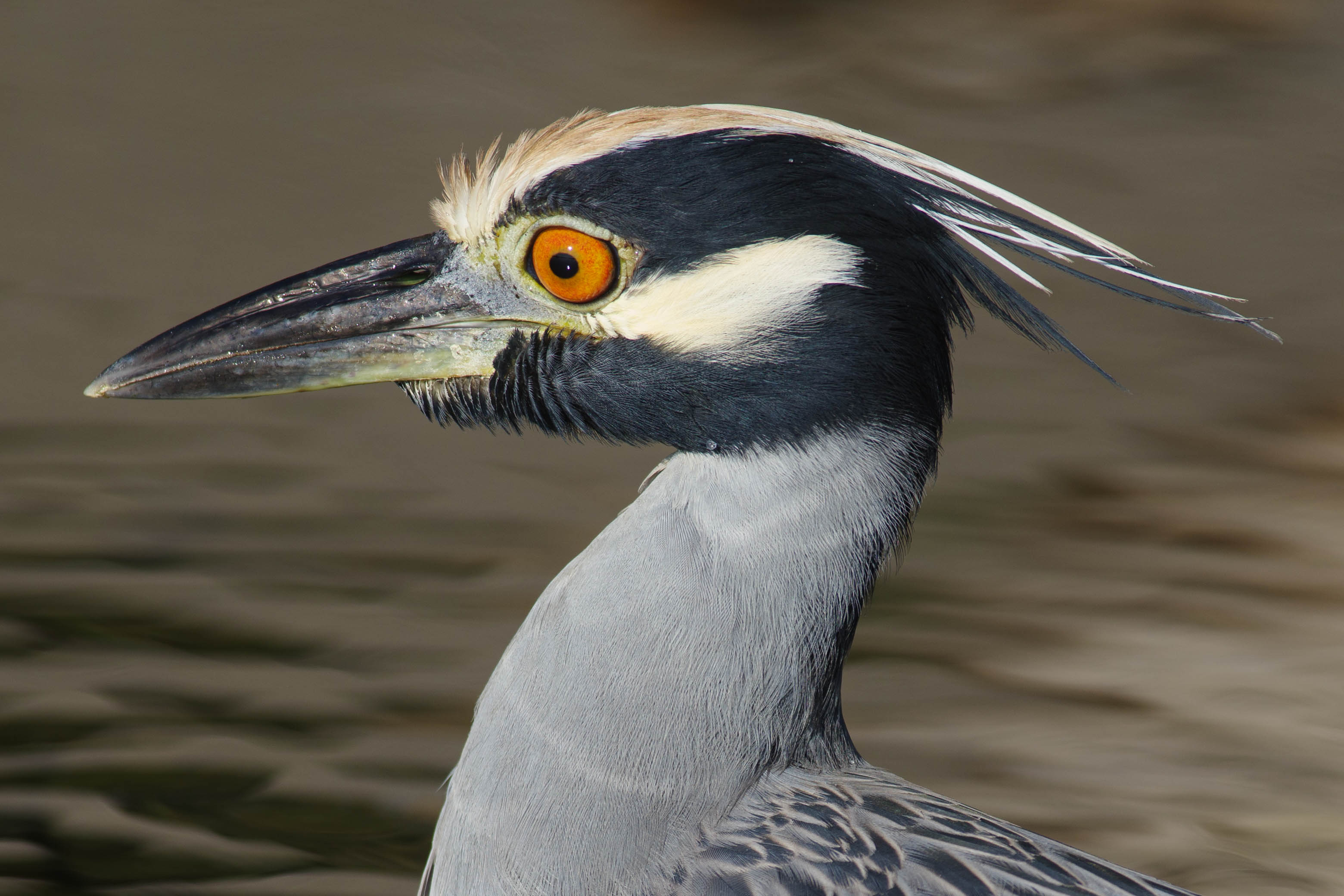
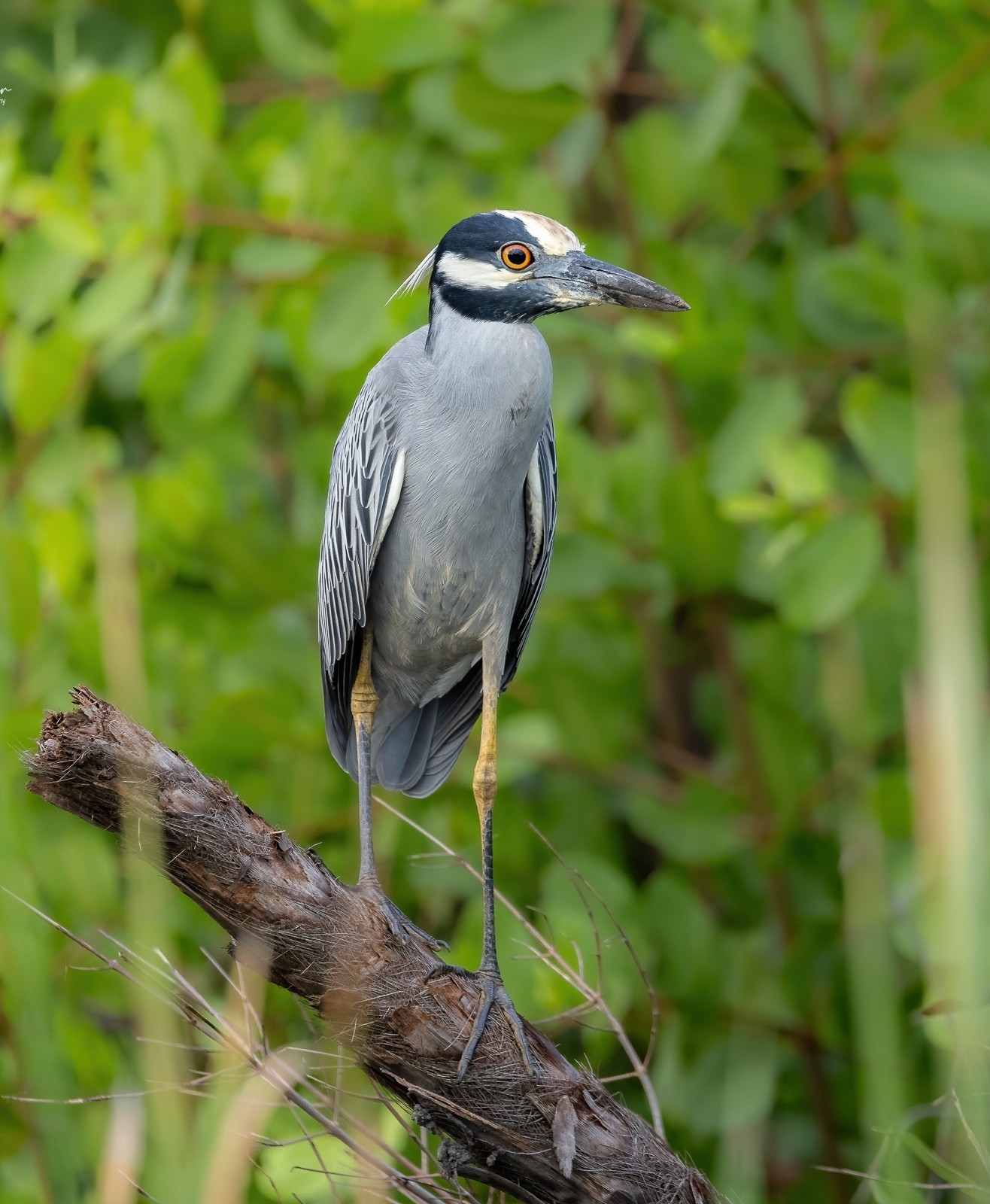
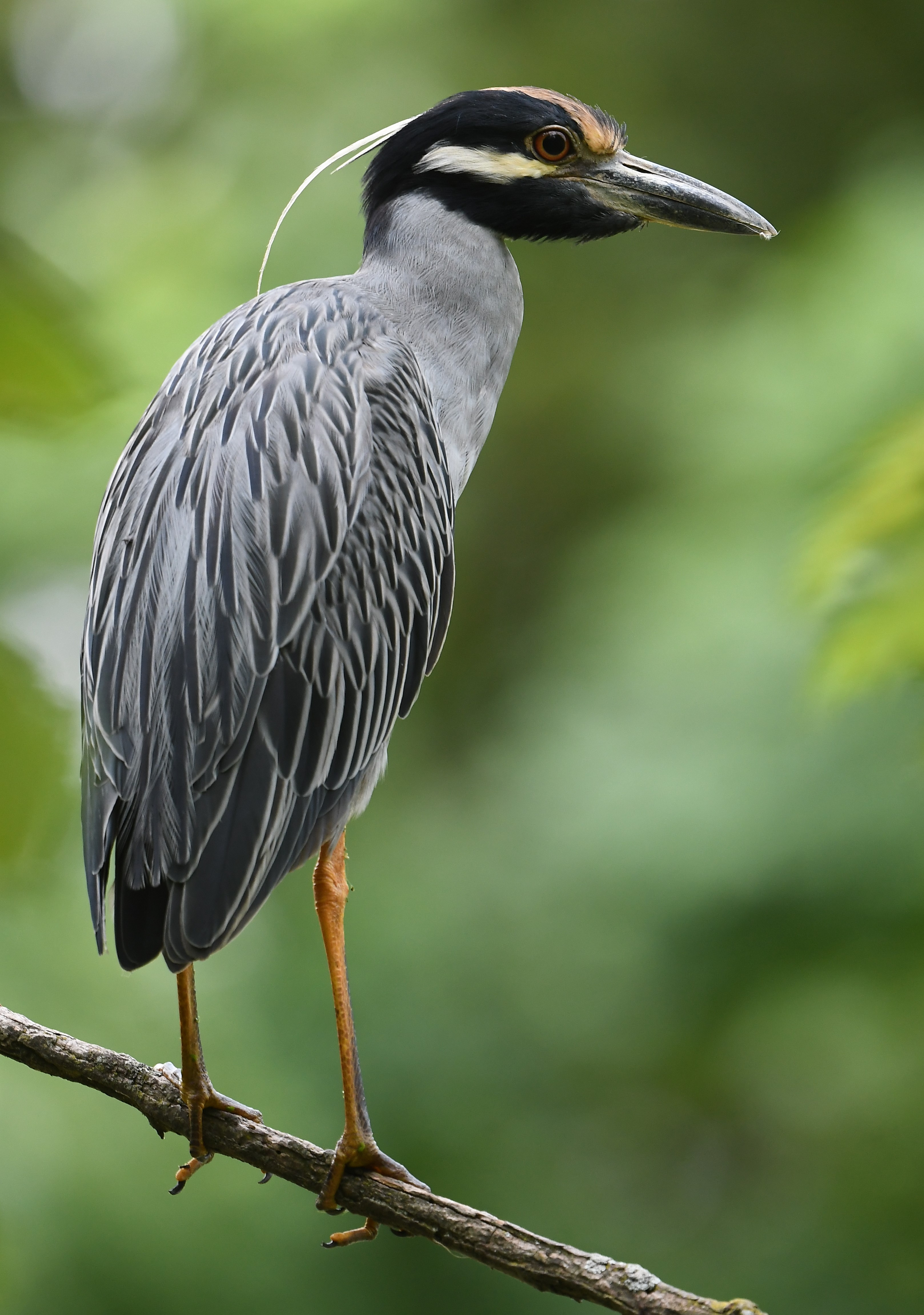